# Земо-Аркевани
Земо-Аркевани (груз. ზემო არქევანი, азерб. Yuxarı Qoşakilsə) — село Болнисского муниципалитета, края Квемо-Картли республики Грузия с 96 %-ным азербайджанским населением. Находится в юго-восточной части Грузии, на территории исторической области Борчалы.

## История

### Топоним
В 1990—1991 годах, в результате изменения руководством Грузии исторических топонимов населённых пунктов этнических меньшинств в регионе, название села Юхары Гошакилисе («азерб. Yuxarı Qoşakilsə») было изменено на его нынешнее название — Земо-Аркевани.
Название села «Юхары Гошакилисе» переводится с азербайджанского на русский язык - как «Верхняя Двойная Церковь». Рядом с селом находится также село «Ашагы Гошакилисе» («азерб. Aşağı Qoşakilsə»), название которого означает «Нижняя Двойная Церковь». Ранее эти два села составляли одно единое село, под общим названием «Гошакилисе», но по мере возрастания, село было разделено на 2 части.
Среди местных жителей распространено также старое название села - Мулухсалы («азерб. Muluxsalı»).

## География
Село находится на правом берегу реки Храми, в 23 км от районного центра Болниси, на высоте 400 метров над уровнем моря.
Граничит с селами Хатавети, Квемо-Аркевани, Хидискури, Мухрана, Саванети, Нахидури, Цуртави, Паризи, Талавери, Мамхути и Кианети Болнисского Муниципалитета и Алавари, Ахали-Докниси и Тамариси Марнеульского Муниципалитета.

## Население
По данным Государственного статистического комитета Грузии, согласно официальной переписи 2002 года, численность населения села Земо-Аркевани составляет 604 человека и на 96 % состоит из азербайджанцев.

## Экономика
Население в основном занимается овцеводством, скотоводством и овощеводством.

## Достопримечательности
- Средняя школа[9] - построена в 1932 году.[6]

## См.также
- Квемо-Аркевани